# Blue Tornado
Blue Tornado sont des montagnes russes inversées du parc Gardaland, situé à Castelnuovo del Garda, en Vénétie, en Italie.

## Accidents
En août 1999, un homme de Trévise est mort d'une crise cardiaque pendant qu'il était dans l'attraction.
Le 10 mai 2001, un garçon allemand de 15 ans est aussi mort d'une crise cardiaque. Selon des témoins, il a ignoré des conseils d'amis qui lui disaient ne pas faire l'attraction.

## Statistiques
- Trains : 3 trains de 10 wagons. Les passagers sont placés à deux sur un seul rang pour un total de 20 passagers par train.